# Route nationale 386
Pour les articles homonymes, voir Route 386.
La route nationale 386 ou RN 386 était une route nationale française reliant Fismes à Épernay. À la suite de la réforme de 1972, elle a été déclassée en RD 386.
Voir le tracé de la RN 386 sur Google Maps

## Ancien tracé de Fismes à Épernay (D 386)
- Fismes (km 0)
- Courville (km 5)
- Crugny (km 8)
- Serzy-et-Prin (km 10)
- Savigny-sur-Ardres (km 12)
- Faverolles-et-Coëmy (km 13)
- Tramery (km 15)
- Poilly (km 17)
- Sarcy (km 18)
- Chaumuzy (km 23)
- Marfaux (km 25)
- Pourcy (km 27)
- Nanteuil-la-Forêt (km 30)
- Hautvillers (km 36)
- Épernay (km 40)